# Pioneertown
Pioneertown (nicht zu verwechseln mit dem ehemaligen Westernpark Pioneer City in Florida) ist eine gemeindefreie Siedlung (Unincorporated Community) nordwestlich von Yucca Valley in Kalifornien, am Rand des Joshua-Tree-Nationalparks.

## Geschichte
Pioneertown wurde 1946 von einer Gruppe von Schauspielern und Investoren gegründet, darunter Roy Rogers, Gene Autry, Russell Hayden, Dick Curtis, Frank McDonald und Bud Abbott. Der erste Spatenstich fand am 1. September 1946 statt. Die Idee war, eine Stadt zu schaffen, die als Kulisse für Westernfilme dienen sollte, die aber auch nach Drehschluss noch von den Filmcrews genutzt werden konnte. Dazu wurden Gebäude errichtet, die von außen einer typischen Westernstadt aus dem 19. Jahrhundert glichen. Im Inneren beherbergten sie jedoch moderne Einrichtungen wie Eisdielen, eine Bowlingbahn oder Motels. Ursprünglich sollte der neue Ort nach Roy Rogers Rogersville heißen. Letztendlich wurde er jedoch nach der Musikgruppe The Sons of the Pioneers benannt, zu deren Gründungsmitgliedern Rogers zählte und deren Mitglieder ebenfalls zu den Investoren gehörten.
Tim Spencer, Mitglied der Sons of the Pioneers, schrieb ein Lied mit dem Titel Out in Pioneertown, das im Oktober 1948 bei RCA Victor veröffentlicht wurde. Im darauf folgenden März erschien eine weitere Aufnahme, diesmal mit Milton Estes and his Musical Millers, bei DECCA.
Anfangs liefen die Verkäufe von Grundstücken an neue Investoren gut, so dass es sogar Pläne gab, das Gebiet in ein großes Resort zu verwandeln. Der Mangel an Wasser in der Gegend erwies sich jedoch als großes Problem. Die Zukunft des gesamten Projektes Pioneertown stand auf der Kippe, als 1948 der Filmproduzent Philip N. Krasne in die Stadt kam und die Filmrechte an Pioneertown für 25 Jahre pachtete. Für Innenaufnahmen ließ er an der Mane Street die Sound Stage in Form einer großen Scheune errichten.
In den folgenden Jahrzehnten wurden in Pioneertown über 50 Filme und Fernsehshows gedreht, darunter Blutige Spur, die Fernsehserien 26 Men und The Cisco Kid sowie die Gene Autry Show.
In unmittelbarer Nähe zu Pioneertown befindet sich Russell Heydens eigene Ranch, die als Drehort für die Fernsehserie Roy Bean, ein Richter im wilden Westen diente und auf der unter anderem ein Bankgebäude von Wells Fargo und ein Sheriffbüro nachgebaut sind.
Pioneertown war nie eine reine Westernkulisse oder ein Dienstleistungsangebot für Filmcrews, sondern hier lebten immer auch Menschen, die die diversen Motels, Gaststätten oder verschiedene Läden betrieben. Auch heute noch erfreut sich Pioneertown als Wohnort für Künstler oder Unternehmer wachsender Beliebtheit.
Auch wenn die Blütezeit der Westernserien inzwischen vorbei ist, wird Pioneertown noch immer zumindest gelegentlich als Kulisse für Filmproduktionen verwendet, wie etwa für Ingrid Goes West (Uraufführung 2017). Auch Musikvideos werden hier gedreht – beispielsweise entstand hier das Video zu Funnel of Love von Cyndi Lauper.
Bereits 1947 wurde in einer Zeitungsanzeige (mit den Bildern von The Sons of the Pioneers, Roy Rogers und seiner späteren Ehefrau Dale Evans) für einen Besuch in Pioneertown geworben, auch wenn damit in erster Linie Investoren angelockt werden sollten. Auch heute kommen immer noch regelmäßig Filmtouristen in die Stadt. Einmal wöchentlich finden für die Besucher auf der Mane Street kostenlose Vorführungen von Wildwest-Reenactment-Gruppen statt.
Zu den Gebäuden in Pioneertown zählt auch Pappy & Harriet’s Pioneertown Palace, eine Mischung aus Barbecuerestaurant und Konzerthalle (Honky-Tonk), wo schon zahlreiche bekannte Musiker aufgetreten sind, darunter Paul McCartney (am 13. Oktober 2016 zwischen zwei Auftritten beim Coachella Valley Music and Arts Festival), Robert Plant, Lorde, die Arctic Monkeys, Eagles of Death Metal, Queens of the Stone Age, Leon Russell, Vampire Weekend, Sean Lennon, The Hives und Billy Corgan.
Im Jahr 2006 wütete in der Umgebung von Pioneertown ein durch Blitzschlag ausgelöster großer Flächenbrand, das Sawtooth Complex Fire. Zwar gelang es den Einsatzkräften, die historischen Filmkulissen im Ortskern zu retten, in den Außenbezirken und der umgebenden Natur richtete das Feuer aber großen Schaden an. 61.700 acres (ca. 250 Quadratkilometer) Land, 50 Wohngebäude und zahlreiche Fahrzeuge verbrannten, eine Person starb.

## Galerie

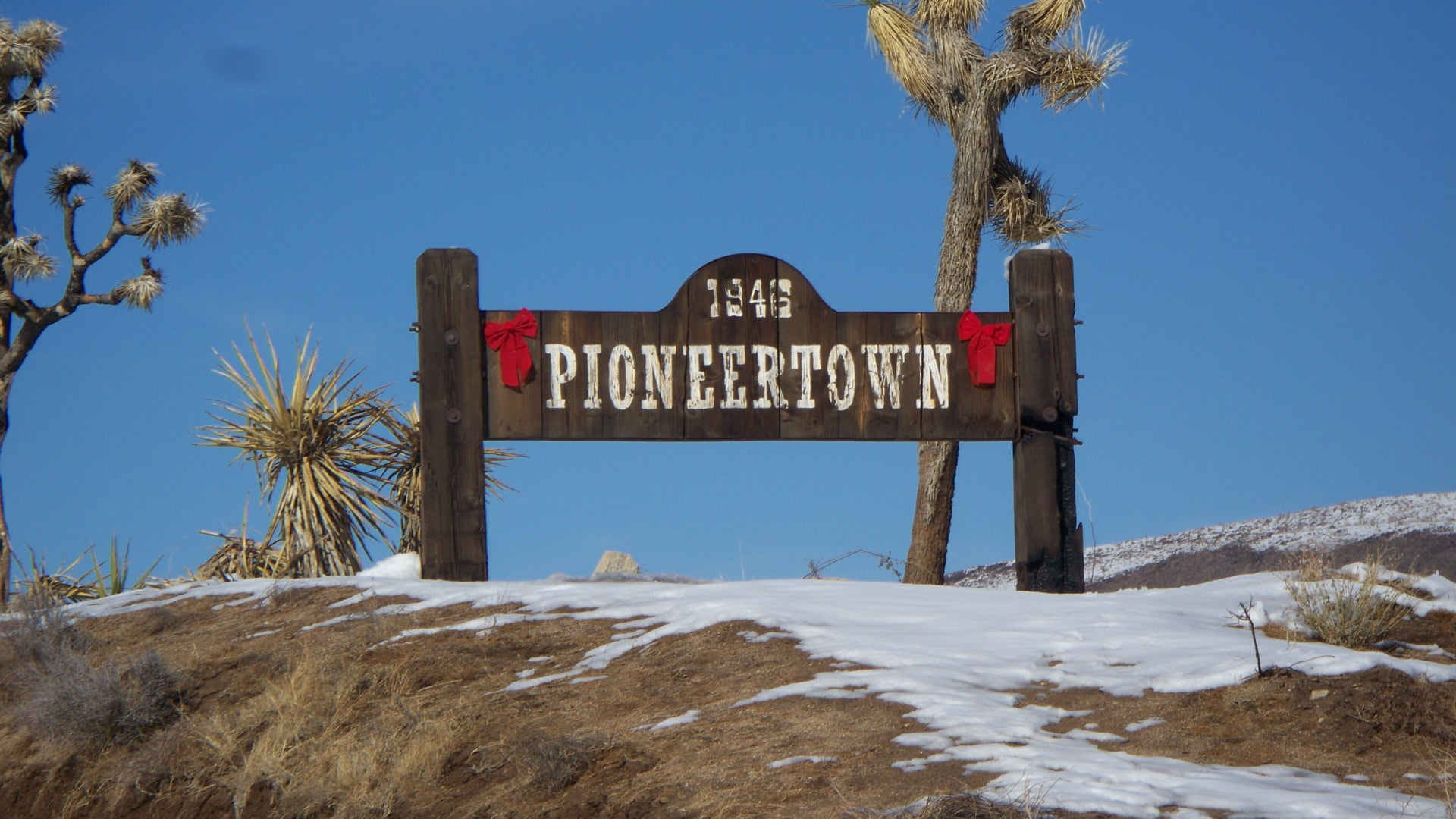
Ortsschild von Pioneertown
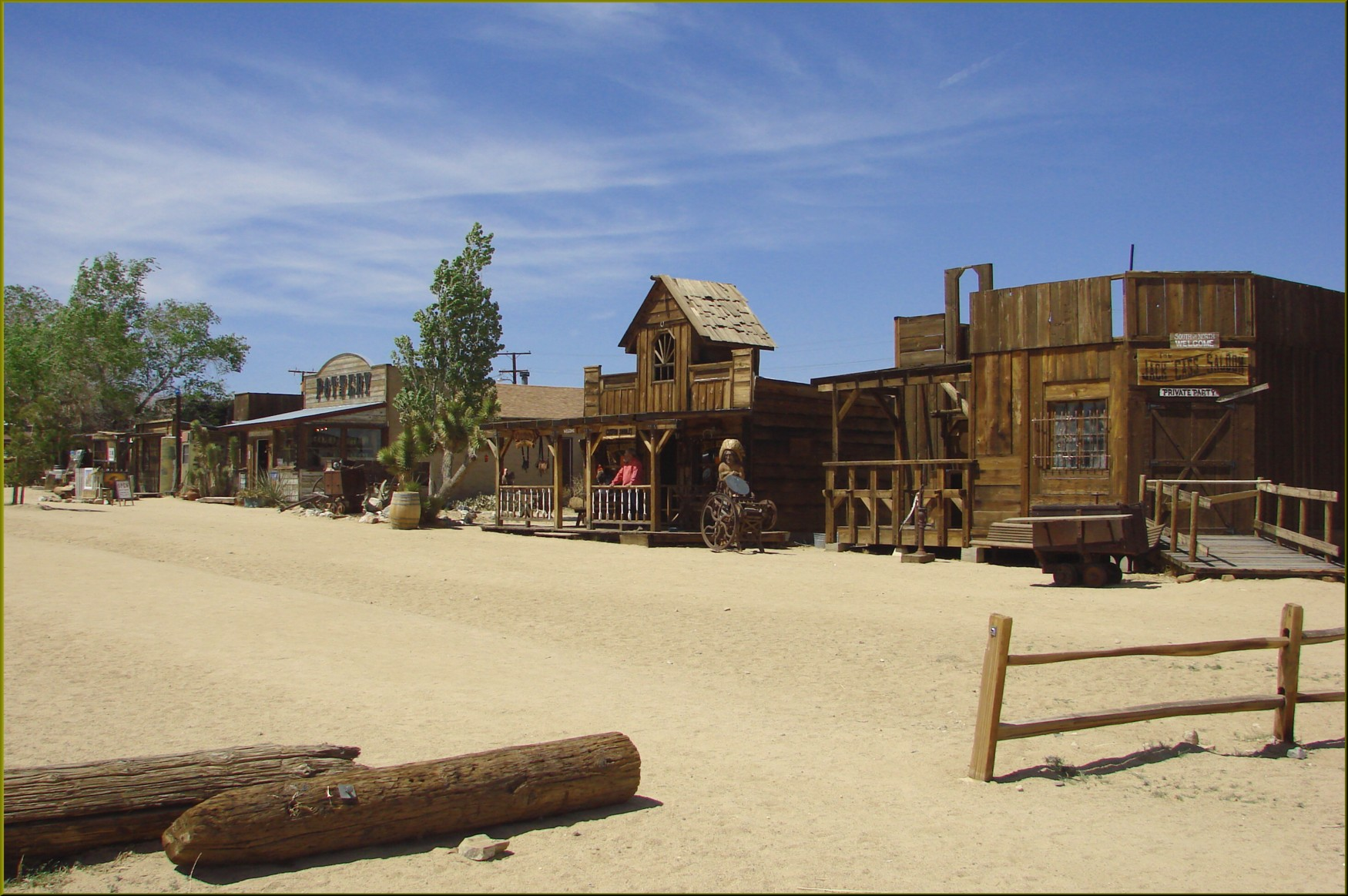
Nordseite der Mane [sic] Street
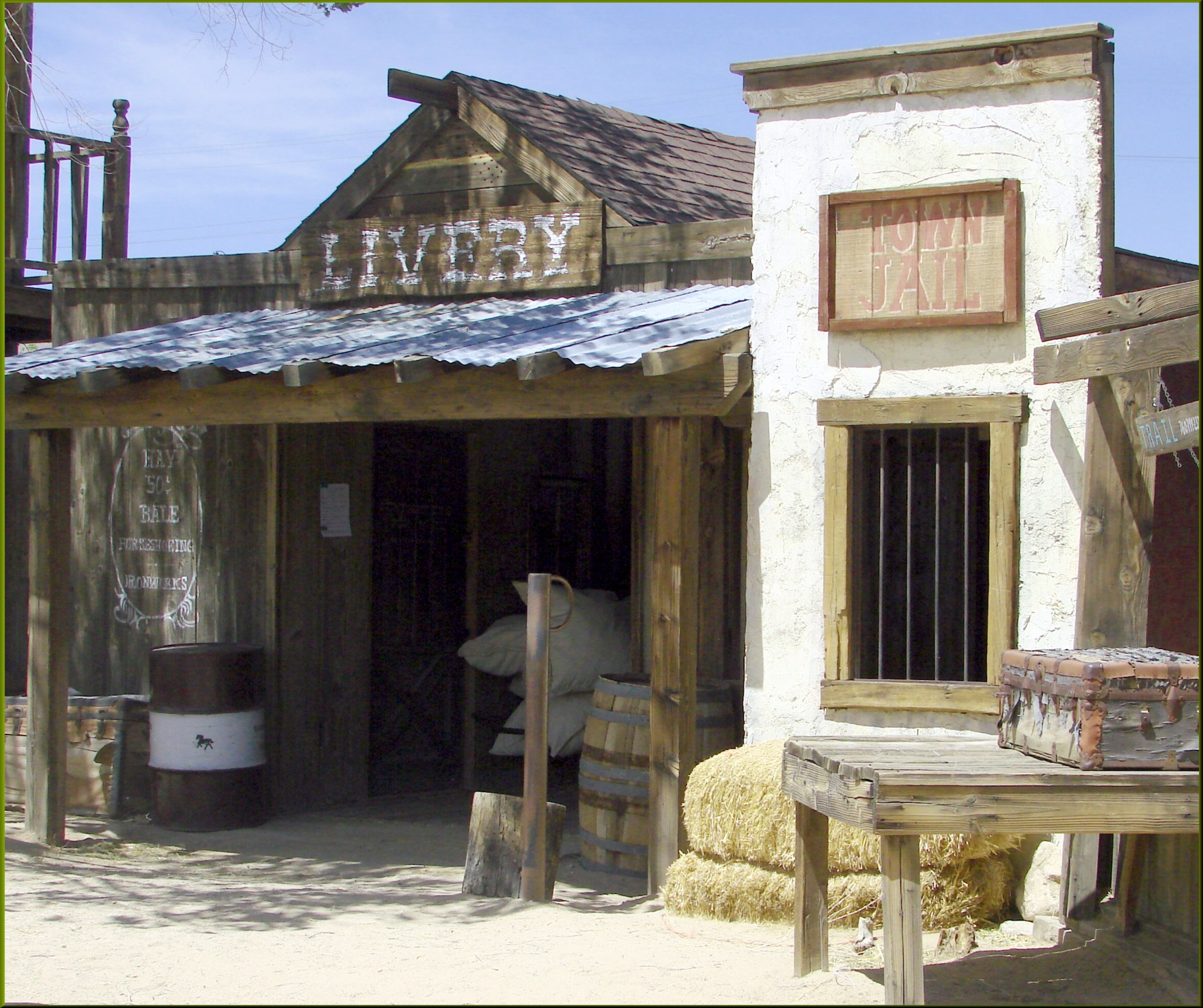
Mietstall und Gefängnis
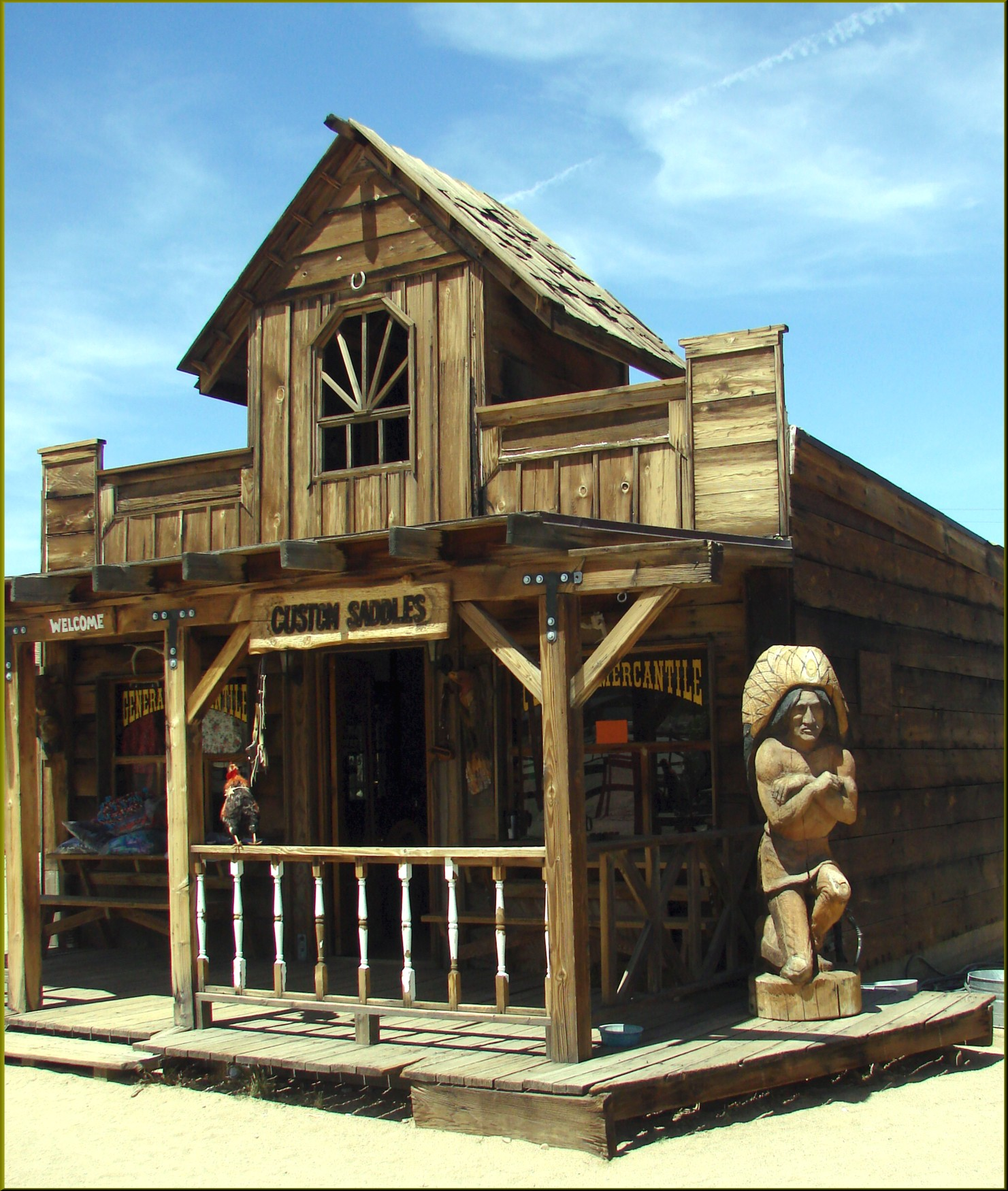
Gemischtwarenladen
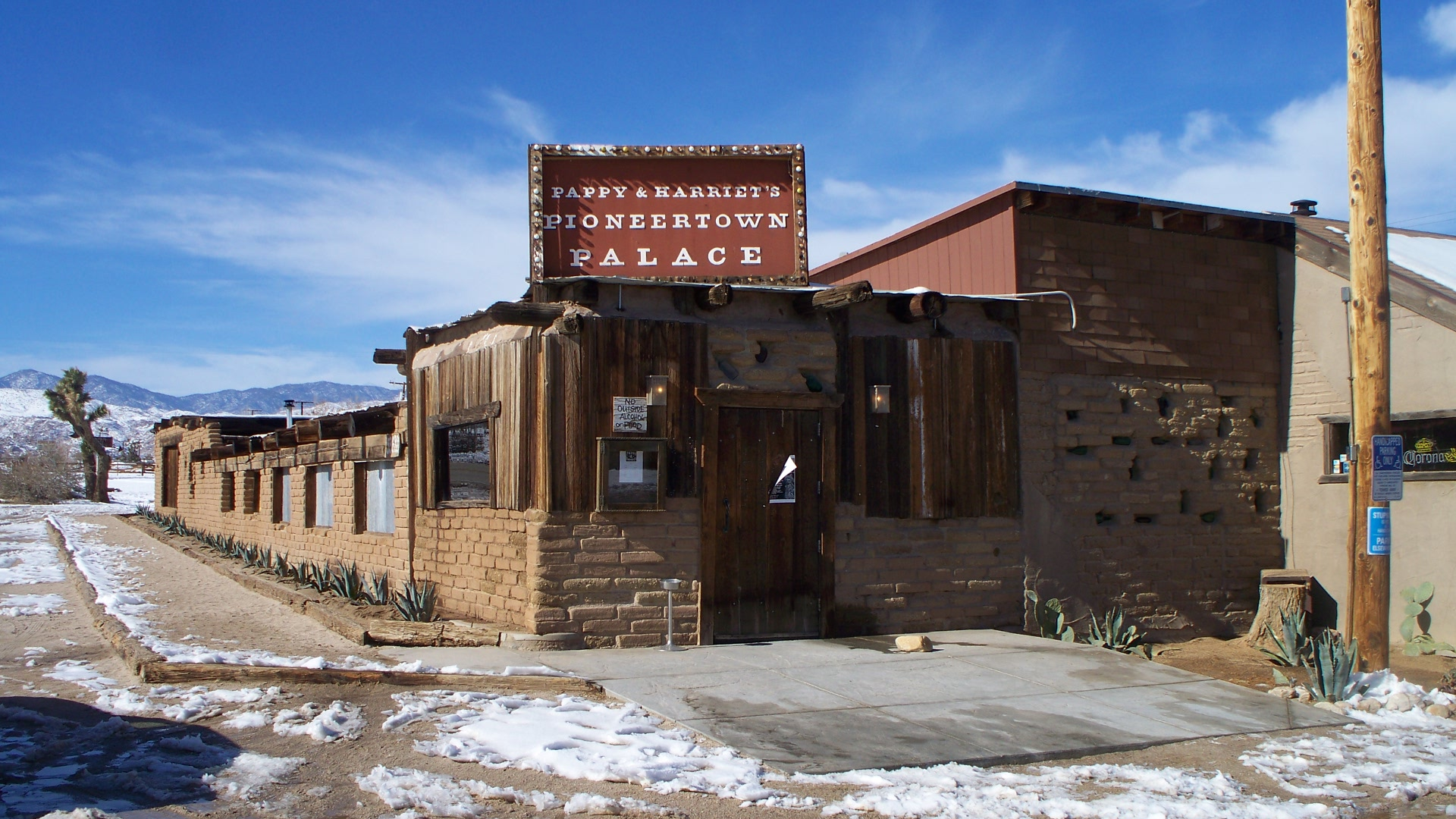
Pappy & Harriet's Pioneertown Palace
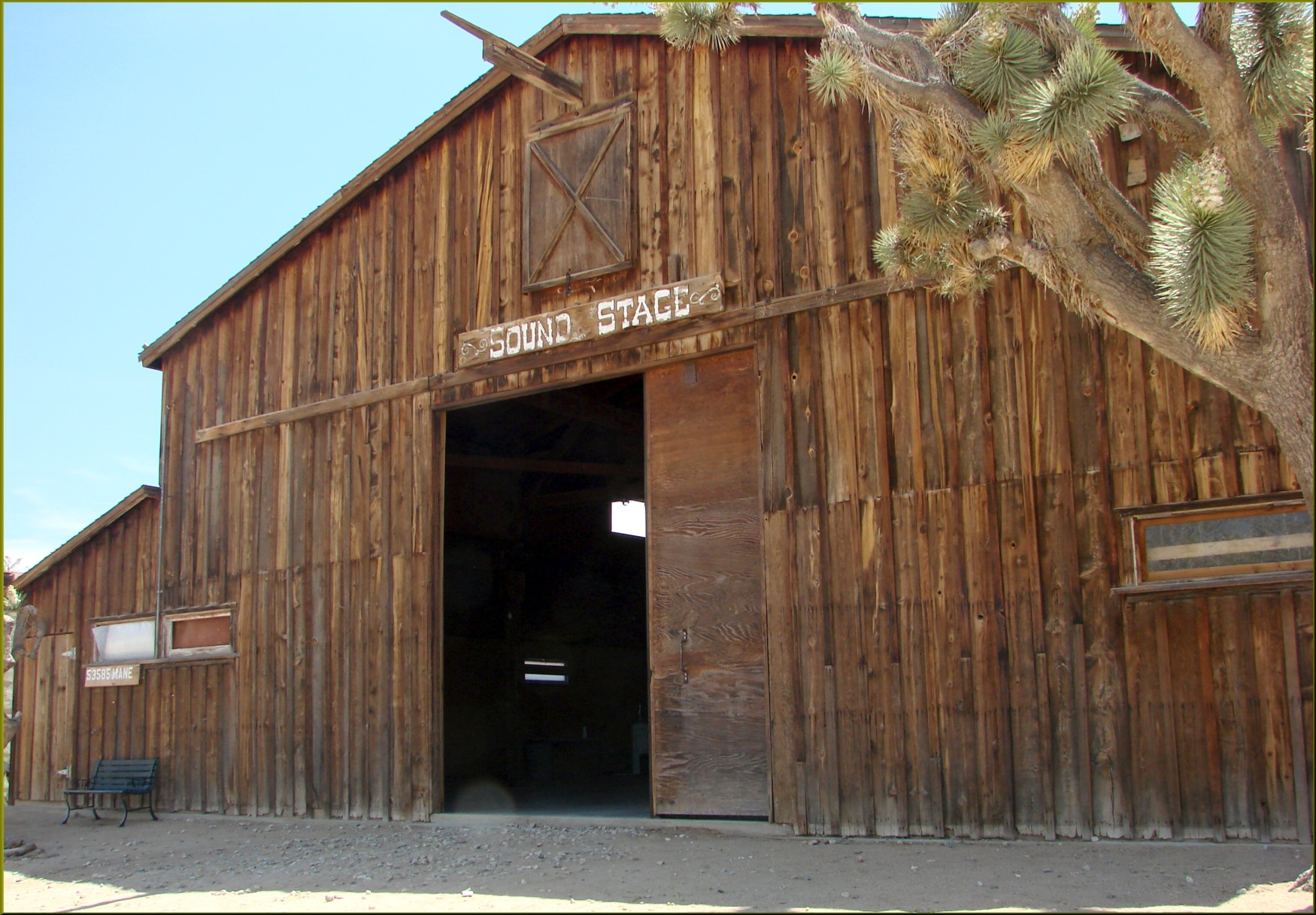
Die Sound Stage
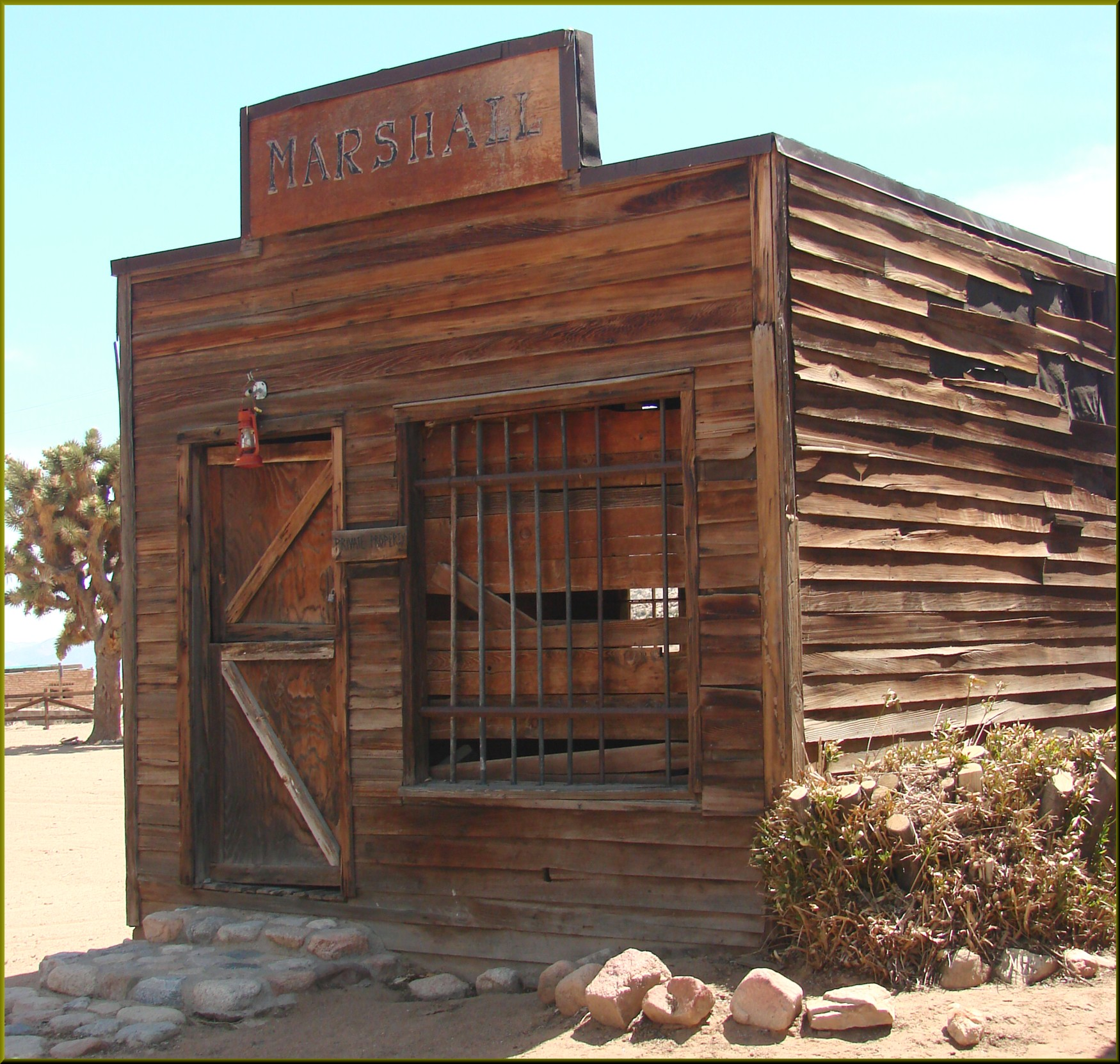
Büro des Marshalls
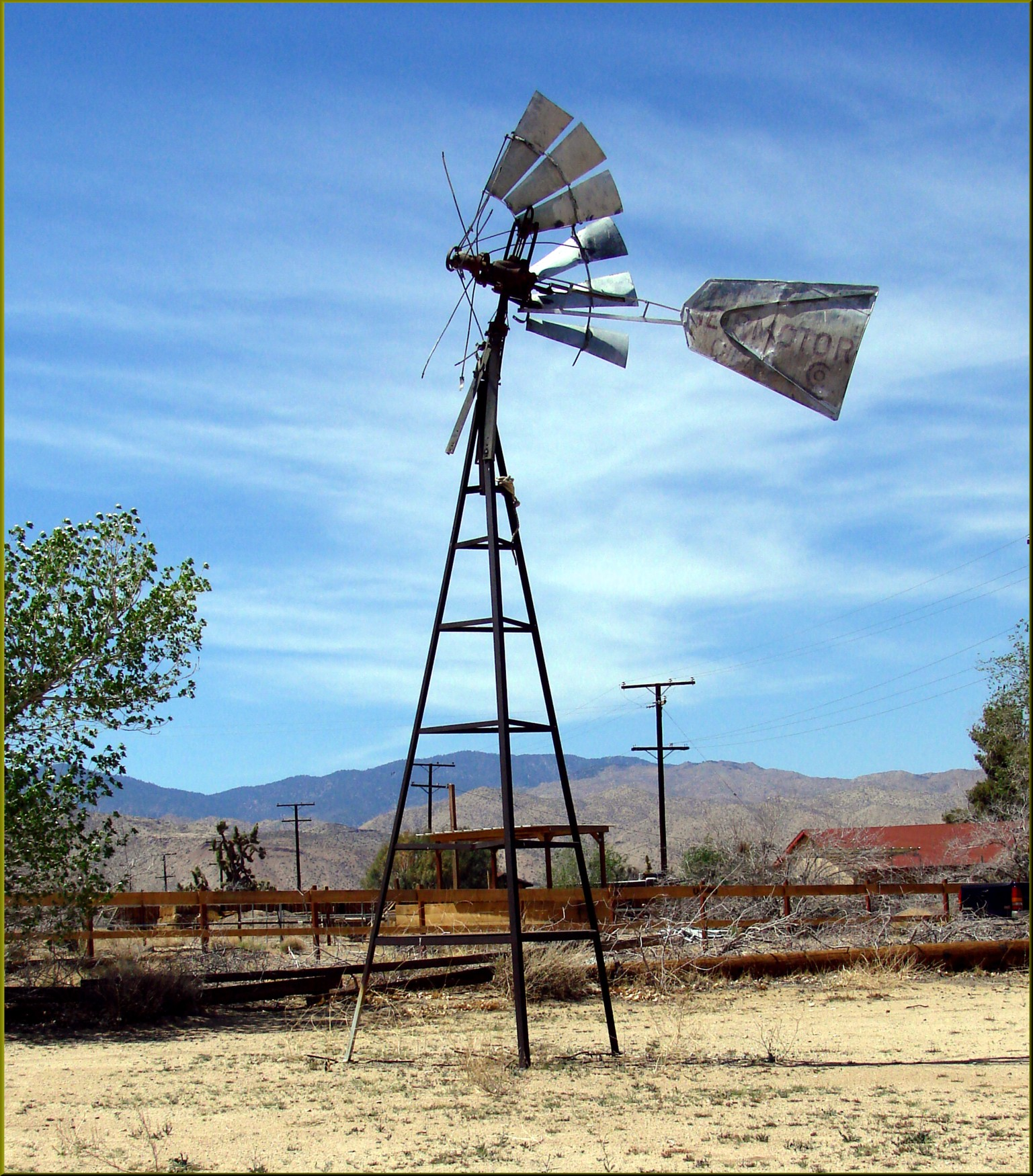
Western-Windrad
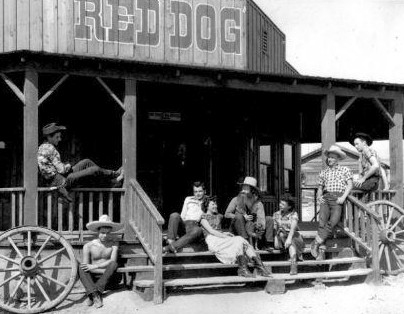
Roy Rogers (rechts an der Säule lehnend) mit anderen Schauspielern in den 1950er Jahren. Der Red Dog Saloon brannte im April 1966 ab.

## Persönlichkeiten

### In Pioneertown gestorben
- Tom Wilkes (1939–2009), Designer und Fotograf
- Nancy Wilson (1937–2018), Sängerin